# Église Saint-Pierre de Villers-Semeuse
Pour les articles homonymes, voir Église Saint-Pierre.
L'église Saint-Pierre est une église catholique située à Villers-Semeuse, en France.

## Localisation
L'église est située dans le département français des Ardennes, sur la commune de Villers-Semeuse.

## Historique
L'édifice date du XVe siècle et a été inscrit au titre des monuments historiques en 1972.

## Description
L'église est construite en pierre jaune de Dom-le-Mesnil.
Elle possède un portail de style classique, daté de 1607, à piédroits sculptés, encadré par deux colonnes corinthiennes, et surmonté d'un linteau et d'un entablement. 
Juste au-dessus du portail se trouvent deux petites niches contenant des statues de saints, décapitées. Les bas-côtés sont coiffés de toitures pyramidales.

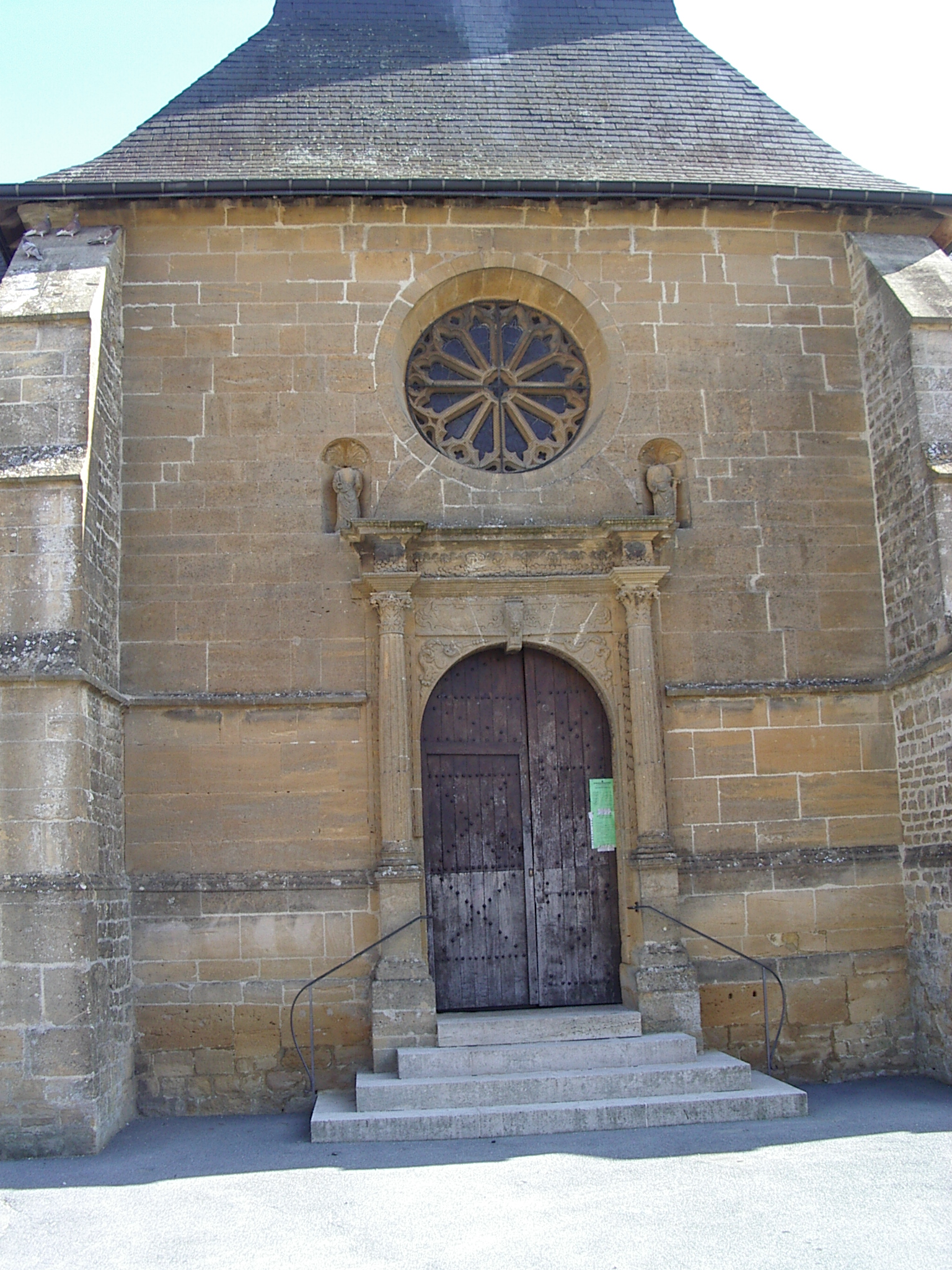
Portail
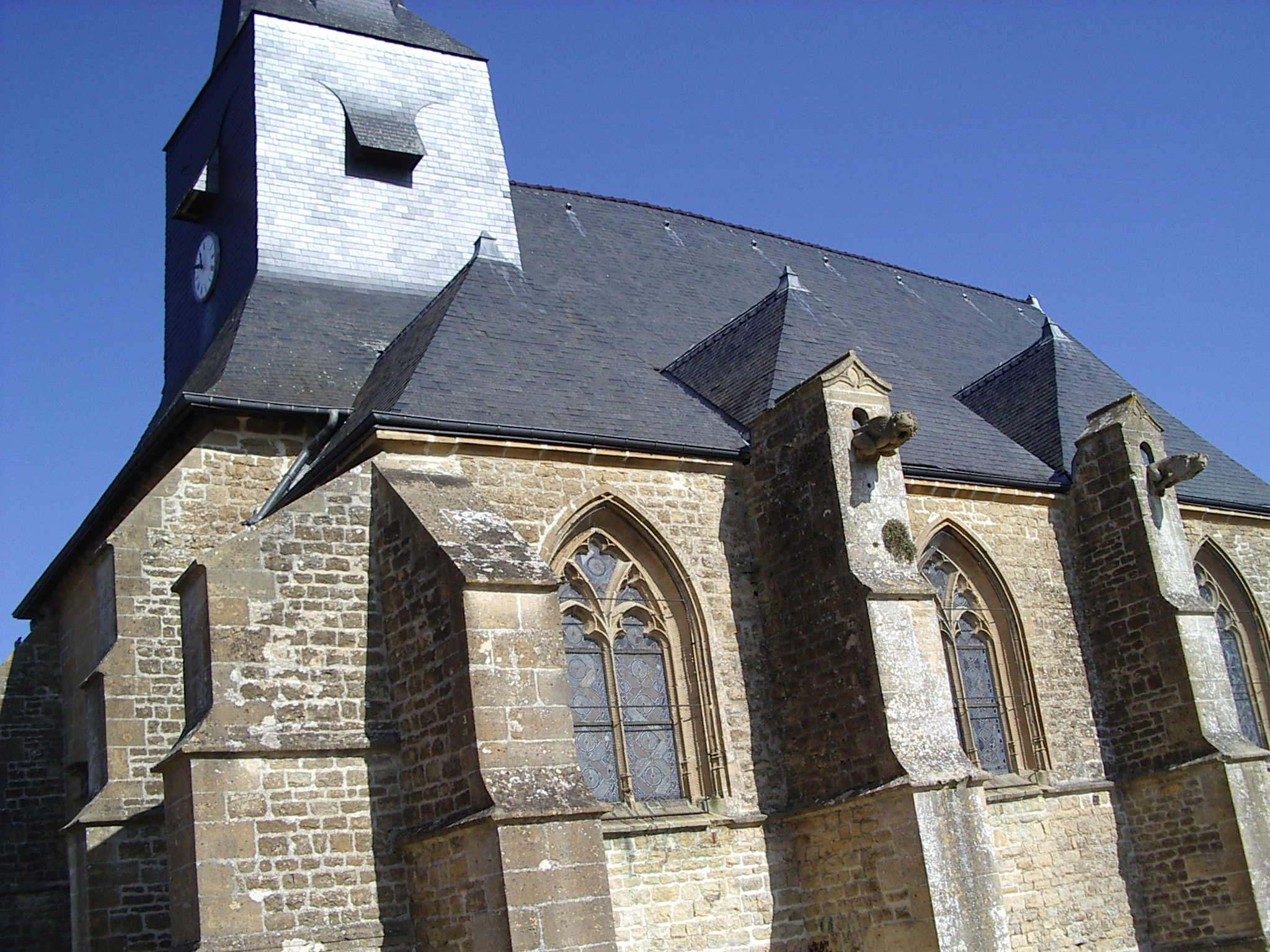
Toitures pyramidales

À l'intérieur, on peut remarquer les clés de voûte saillantes, les voûtes à liernes et croisillons des deux premières travées de la nef, l'abside à cinq pans du chœur avec un autel à baldaquin du XVIIIe siècle, et un tableau de Descente de croix de P.Creton de 1873. 